# Pete Parada
Pete Parada (Arkport, New York, 1974. július 9. –) amerikai dobos, jelenleg a the Offspring dobosa. 2007-ben csatlakozott a zenekarhoz, miután a zenekar előző dobosa, Atom Willard nagyobb figyelmet fordított az Angels & Airwaves zenekarnak. Pete sok más zenekarban játszott, köztük a Saves the Day, a Face to Face és az Alkaline Trio-ban is.

## Diszkográfia

### Steel Prophet
Into the Void (Hallucinogenic Conception) (1997)

### Engine
Engine (1999)
Superholic (2002)

### Face to Face
So Why Aren't You Happy? (1999)
Standards & Practices (1999)
Ignorance Is Bliss (1999)
Reactionary (2000)

### Ali Handel
Dirty Little Secret (2000)

### Reed Black
Ground (2003)

### Saves the Day
In Reverie (2003)
Sound the Alarm (2006)
'Bug Sessions Volume One' (2006)

### Death Valley High
The Similarities Between The Loveless And The Undead (2005)

### The Offspring
Days Go By (2012)
Summer Nationals (2014)